# 聖卡洛斯 (聖克魯斯省)
聖卡洛斯是玻利維亞的城鎮，位於該國南部，由聖克魯斯省負責管轄，距離首府聖克魯斯110公里，海拔高度2,086米，每年平均降雨量約1,800毫米，2010年人口4,572。
19°18′27″S 64°18′08″W / 19.3075°S 64.3022°W